# Телерадиовещание
Веща́ние, или телерадиовещание (англ. broadcasting) — процесс передачи аудио- и видеоконтента с использованием радио- и телевизионных технологий для массового распространения информации. Это комплексная деятельность, включающая создание, передачу и прием программ посредством электромагнитных волн. Телерадиовещание включает несколько ключевых компонентов: передающие станции (телевизионные и радиокомпании), принимающие устройства (телевизоры, радиоприемники, смартфоны, компьютеры) и каналы распространения (эфирные, кабельные, спутниковые, интернет).

Вертикальная панорама Останкинской телебашни

Телерадиовещание можно разделить на несколько типов: наземное эфирное вещание, которое осуществляется посредством передающих антенн и принимается на антенны пользователей; кабельное вещание, распространение сигнала по кабельным сетям; спутниковое вещание, передача информации через спутники на специальные приемники; и IP-вещание, распространение контента через интернет-протокол, что позволяет получать радио- и телепередачи на устройства с доступом в интернет.

## Термин
В большинстве германских и финно-угорских языков термину «вещание» соответствует местный перевод термина «широковещание» (англ. broadcasting, нем. rundfunk, норв. kringkasting, фар. kringvarp, швед. rundradio, фин. yleisradio, эст. ringhääling), в некоторых из них местный перевод термина «вещание» (нидерл. omroep, исл. útvarpið), в романских и большинстве славянских языков данному термину соответствует термин «радиотелевидение» в местном произношении. 

## Принцип действия
Вещание — это вид однонаправленной связи, предназначенной для большого числа абонентов, имеющих соответствующие средства приема и осуществляемой по радио или кабельным сетям (звуковое вещание, телевизионное вещание, телетекст, передача сигналов точного времени и навигационных сигналов-предупреждений и т. д.). Вещание (например, телевизионное вещание) по характеру использования является открытым, в отличие от замкнутых систем (например, прикладного телевидения). Замкнутые системы свободны от стандартов, вводимых для вещания.
С вещанием тесно сопряжено формирование совокупностей вещательных передач (вещательных программ) путём передачи при помощи средств электросвязи узкому кругу абонентов (например, передача прямого репортажа от передвижной телестанции к телецентру) для последующей её передачи уже в рамках вещательной программ широким слоям населения. Осуществляется вещательными организациями (могут действовать в форме общества с ограниченной ответственностью, акционерного общества, государственного предприятия или государственного учреждения), за исключением распространения вещательных передач посредством проводов или радиоволн (которое могут осуществлять как сами вещательные организации, так и предприятия связи).

## Классификация телерадиовещания
Вещание может быть классифицировано как «в записи» или «прямой эфир» (то есть «вживую»).
- Запись телепрограмм позволяет исправлять ошибки и удалять ненормативный или нежелательный к просмотру на данной территории материал, переводить их на языки вещания данного региона, применять замедленные повторы и другие методы увеличения продолжительности программы. К недостаткам записи телепрограмм можно отнести возможность телевизионной аудитории узнать исход события из другого источника, который может быть не связан с вещанием. Кроме того, предварительная запись не даёт возможности дикторам или ведущим отклониться от официально утверждённого сценария. Вещание телевизионных станций или кабельных сетей может осуществляться в записи с различных физических носителей информации: магнитная лента, компакт-диск (CD или DVD), а иногда возможно применение и других форматов сохранения данных. Обычно записанную на них информацию включают в другие трансляции, например, когда нужно показать сюжеты прошлых лет для включения в программу новостей.
- Однако, некоторые «живые» события, например спортивные соревнования могут включать в себя несколько аспектов, в том числе демонстрацию замедленных повторов важных моментов состязания и клипов, рассказывающих о данном виде спорта, участниках или командах и так далее в перерывах прямой трансляции телепередачи. В настоящее время прямыми передачами являются передачи дикторского текста (в том числе в рамках информационных программ) и прямые репортажи со стадионов[8]

В зависимости от собственности вещателя делится на:
- Общественное
  - Национальное общественное — BBC, France Televisions, Radio France, ZDF, Deutschlandradio
  - Региональное общественное — BR, hr, WDR, SWR, NDR, MDR, RBB, S4C
- Коммерческое
  - Национальное коммерческое — RTL+, Sat 1, Pro 7, ITV, Channel 5, Canal+, M6, TF 1
  - Региональное коммерческое
  - Ассоциативное — Εκκλησία της Ελλάδος, Cadena COPE, Radio Radicale, Στο Κόκκινο 105.5, RFE/RL

Государственные телерадиокомпании называются гостелерадиокомпаниями (сокр. ГТРК).

## Способы распространения
Подготовку, координацию и выпуск радиопередач осуществляют радиодома или радиотелецентры, распространение передач посредством радиоволн — радиоцентры и передающие радиотелестанции. Выпуск телепередач — программные телецентры или радиотелецентры, распространение телепередач по средством радиоволн — передающие радиотелестанции, распространение в местностях удалённых от передающего радиотелецентра — ретрансляционные телестанции, доведение сигнала телепередач до них — кабельные и радиорелейные линии связи, в сильно удалённые местности вещательные передачи доводятся до ретрансляционных станций по средством спутников связи и земных станций космической связи.
В зависимости от способа распространения телерадиовещание делится на:
- эфирное — представлено:
  - эфирным телевидением (аналоговым и цифровым)
  - радиовещанием в рамках эфирного телевидения (цифрового)
  - эфирным радио (аналоговым и цифровым)
- проводное (кабельное) — представлено:
  - преимущественно кабельным телевидением (аналоговым и цифровым)
  - радиовещанием в рамках кабельного телевидения (цифрового)
  - отдельные вещатели (Радио России, Маяк, Радио 1, Rai Radio 1, Rai Radio 2, Rai Radio 3) вещают или вещали через проводное радиовещание
- спутниковое — представлено:
  - преимущественно спутниковым телевидением (аналоговым и цифровым)
  - радиовещанием в рамках спутниковое телевидения (цифрового)
  - отдельные вещатели (преимущественно в США) вещают или вещали через спутниковое радиовещание.

В российском законодательстве предусматривается оказание услуг связи для целей вещания при:
- кабельном вещании;
- эфирном вещании;
- проводном радиовещании[10].

В отличие от вещания, под трансляцией телеканалов и (или) радиоканалов понимается прием и доставка сигнала, которой занимаются операторы связи по договору с вещателем.

## История

### Становление (1920—1925)
В 1920-е гг. возникли первые беспроводные радиостанции — первая в мире радиостанция и первая в мире региональная радиостанция KDKA была запущена на средних волнах 2 ноября 1920 года (до этого радиовещание было представлено только несколькими проводными радиостанциями доступными преимущественно в столицах. Французская Théâtrophone была запущена в 1890 году, венгерская Telefon Hírmondó в 1893 году, британская Electrophone в 1895 году). 24 декабря 1921 года во Франции Министерством связи на длинных волнах была запущена первая в мире национальная радиостанция и первая в мире государственная радиостанция — Radio Tour Eiffel, а в течение 1924—1930-х гг. оно же на средних волнах запустила ряд региональных радиостанций. Но уже 6 ноября 1922 года частная радиокомпания CFR (Compagnie Française de Radiophonie — «Французская радиовещательная компания») запустила на длинных волнах первую в стране частную радиостанцию Radiola (с 29 марта 1924 года Radio Paris), а в течение 1924—1930-х гг. на средних волнах частные радиокомпании запустили ряд региональных частных радиостанций (включая парижскую Radio Paris PTT), 18 октября 1922 года ряд британских частных компаний создали BBC, запустившую в 1922—1224 гг. ряд региональных радиостанций, в те же годы ряд немецких региональных радиокомпаний запустил на средних волнах ряд региональных коммерческих радиостанций. 18 мая 1923 года чехословацкая частная корпорация Radiožurnál (позднее — CSRo (Československý rozhlas — «Чехословацкое радио»)) запустила на длинных волнах одноимённую радиостанцию (позднее — Československo), а несколько позднее на средних волнах региональных радиостанции Praha, Brno и Bratislawa, в 1923 году бельгийская частная корпорация SBR запустила на средних волнах радиостанцию Radio Belgique, в 1924 году швейцарская частная корпорация Société Romande de Radiodiffusion Lausanne — радиостанцию Radio Sottens, в 1924 году другая швейцарская частная корпорация Radiogenossenschaft Bern — Radio Beromünster, а австрийская частная корпорация RAVAG — Radio Wien. 1 февраля 1925 года польская частная корпорация PR (Polskie Radio — «Польское радио») запустила на длинных волнах радиостанцию Warszawa I, позднее на средних волнах — несколько региональных радиостанций, среди которых — столичная радиостанция Warszawa II, в том же году норвежская частная корпорация Kringkastningselskape запустила на длинных волнах радиостанцию Radio Norway, венгерская частная корпорация Magyar Telefonhírmondó és Rádió — радиостанцию Будапешт 1 на средних волнах, а несколько позднее — ряд региональных радиостанций, среди которых — столичная Будапешт 2, румынская частная корпорация SRR (Societatea de Difuziune Radiotelefonică — «Румынская радиовещательная компания») в более поздний период (с 1928 года) на средних волнах запустила ряд региональных радиостанций, а в 1936 году — на длинных волнах — радиостанцию Radio România, югославская частная корпорация в 1924 году на средних волнах запустила региональную радиостанцию Любляна, в 1925 году — «Загреб», в 1929 году — «Белград». Опыт Франции в 1924 году повторил только СССР (федеративное государство, в которое, наряду с рядом других государств, входила и Россия) Министерство связи которого 23 ноября 1924 года запустило на длинных волнах национальную государственную радиостанцию Радиостанция имени Коминтерна, позднее — Радиостанция ВЦ СПС, а в течение 1920-х гг. на средних волнах — ряд региональных государственных радиостанций, в 1932 году они были выведены во Всесоюзный комитет радиофикации и радиовещания СНК СССР и переименованы.

### Довоенное развитие (1925—1939)
В 1925 году контрольные пакеты акций немецких частных радиокомпаний были национализированы и переданы RRG (Reichsrundfunkgesselschaft — «Имперская радиовещательная компания»), принадлежавшей государственному провайдеру почтовой связи Deutsche Reichspost, а в 1926 году филиал RRG Deutsche Welle GmbH запустил на длинных волнах общенациональную общественную радиостанцию Deutschlandsender, в том же году датская государственная радиокомпания Radioordningen и шведская государственная радиокомпания Radiotjänst запустили на длинных волнах радиостанции Radio Danmark и Radio Sweden, соответственно, 1 января 1927 года BBC была национализирован, 9 марта 1930 года она запустила на длинных волнах общенациональную общественную радиостанцию BBC National Programm, региональные радиостанции были объединены в BBC Regional Programm, а 17 декабря 1933 года была национализирована Radio Paris и передана Министерству связи, вытеснив Radio Tour Eiffel на роль региональной радиостанции столицы, однако ещё 15 марта того же года в Люксембурге через мощный передатчик на французском языке частной радиокомпанией CLR (Compagnie Luxembourgeoise de Radiodiffusion — «Люксембургская вещательная компания») была запущена радиостанция Radio Luxembourg, а 3 декабря 1933 году на длинных волнах одноимённая англоязычная радиостанция, в 1930 году Radiogenossenschaft Bern, Radiogenossenschaft Bern, Radio Bruxelles были национализированы, в 1935 году португальская государственная корпорация ENR на средних волнах запустила радиостанцию Rádio Portugal, в 1936 году болгарская государственная корпорация Радио София запустило одноимённую радиостанцию, в 1937 году испанская государственная корпорация Radio Nacional de España фалангистского правительства запустила одноимённую радиостанцию, а в 1938 году греческая государственная корпорация ΥΡΕ — радиостанцию Ραδιοφωνικός Σταθμός Αθηνών. В этот же период (в 1927 году) через средневолновые передатчики региональных радиостанций частной радиокомпанией NBC (National broadcasting company — Национальная радиовещательная компания) были запущены две частные национальные радиостанции США — NBC Red Network и NBC Blue Network, в этом же году одноимённую национальную радиостанцию запустила другая частная радиокомпания CBS (Columbia broadcasting system — «Колумбийская радиовещательная система»), а в 1942 году NBC под давление антимонопольных органов продала NBC Blue Network радиокомпании ABC (American broadcasting company — «Американская радиовещательная компания»). Аналогично в Италии частная радиокомпания EIAR (Ente italiano per le audizioni radiofoniche — «Итальянская радиовещательная компания») через средневолновые передатчики региональных радиостанций запустила общенациональную радиостанцию Rete Rossa, а в 1938 году — общенациональную радиостанцию Rete Azzurra, в Испании частная корпорация Unión Radio — общенациональную радиостанцию Radio Barcelona. 13 января 1928 года в США на средних волнах был запущен первый в мире телеканал W2XB. 1 октября 1931 года в СССР на средних волнах был запущен первый в мире государственный телеканал и первый в мире телеканал, претендующий на общенациональный охват — РЦЗ, 22 августа 1932 года BBC запускает на средних волнах в стандарте 30 строк телеканал BBC Television Service, 22 марта 1935 года Deutsche Reichspost на метровых волнах запустила телеканал DFR (Deutscher Fernsehrundfunk — «Немецкое телевизионное радиовещание»), 25 апреля 1935 года PTT на средних волнах в стандарте 60 строк — телеканал PTT Vision. Но уже 1 октября 1936 года BBC Television Service был переведён на метровые волны в стандарт 405 строк, в июле 1938 года PTT Vision было переведено на метровые волны в стандарт разложения 455 строк, 10 марта 1939 года была запущена версия Центрального телевидения на метровых волнах, вещание его на средних волнах было прекращено в 1941 году.

### Радиовещание в период Второй мировой войны (1939—1945)
Вторая мировая волна отбросило развитие радиовещания назад, с момента начала войны BBC National programm и BBC Regional programm были объединены в BBC Home Service, Радио ВЦ СПС в СССР было присоединено к Радио Коминтерна. В 1939 году после оккупации Германией Польши и Чехословакии Варшава 1, Варшава 2, Radiožurnál и Praha прекратили вещание, на их частотах немецкая оккупационная администрация запустила радиостанцию Sender des Generalgouvernements («Радио Генерал-губернаторства») и Sender des Protektorats («Радио Протектората Богемия и Моравия»). Одновременно после присоединения Прибалтики к СССР вместо радиостанций этих стран через их передатчики начали ретранслировать Радио Коминтерна. В том же году RN на коротких волнах запустила немецкоязычную радиостанцию Deutscher Freiheitssender («Немецкое Радио Свобода»). С момента начала немецкой оккупации Франции в 1940 году Deutscher Freiheitssender прекратила своё вещание, региональные радиостанции прекратили вещание, Radio Paris была конфискована немецкой армией, коллаборационисты через региональные средневолновые передатчики на Юге страны запустили радиостанцию Radio national, сопротивление под крышей BBC на коротких волнах радиостанцию Radio Londres. Одновременно после захвата Германией Люксембурга Radio Luxembourg прекратил вещание, через её передатчик RRG запустил радиостанцию Sendestelle Luxemburg. В 1944 году после освобождения Франции от немецкой оккупации через Radio Paris прекратило своё вещание, через региональные средневолновые передатчики как севера, так и юга страны (Radio National к тому времени прекратила вещание) RN запустила радиостанцию Paris National, в 1945 году после разгрома немецкой армии и занятия союзническими армиями территории Германии оккупационные администрации запустили через немецкие региональные средневолномовые передатчики ряд региональных радиостанций.

### Послевоенное восстановление (1945—1947)
После окончания Второй мировой войны произошло возвращения радиовещания к довоенному уровню, в СССР Радиостанция имени Коминтерна и Радиостанция ВЦ СПС были заменены Первой и Второй программами, в Великобритании вместо довоенной BBC Regional program была запущена BBC Light programm, во Франции вместо Paris National была запущена La programme nationale, возобновили вещание региональные радиостанции, вместо Radio Tour Effel — La programme pariesienne, также возобновила вещание Radio Luxemburg, в 1947 году возобновила вещание Deutschlandsender, но ввиду того, что она оказалась под фактическим контролем прокоммунистических партий (СЕПГ, ЛДП, ХДС восточнонемецких земель), в 1954 году на длинных волнах запускается национальная радиостанция Deutsche langwellesender (c 1962 года — Deutschlandfunk). EAIR, PR, CSRo, SRR, Радио Белград, были национализированы, Warszawa I была заменена на Program I, Rete rossa и Rete Azzura — Programma Nazionale и Secondo Programma, Radio România — Programul 1. Ввиду того, что PR, CSR, MR, Radio Romania и БР перешли под контроль коммунистических партий и сочувствующих им политических сил, на средних волнах Национальным комитетом Свободной Европы была запущена радиостанция Radio Free Europe в 1976 году, объединившаяся с радиостанцией русской эмигрантской антикоммунистической оппозиции — Радио Свобода (в ответ на создание последней прокоммунистические силы СССР запустили на коротких волнах радиостанцию «Мир и прогресс»).

### Возникновение телевидения (1947—1960)
Предпосылки для перехода к трёхпрограммному радиовещанию появились ещё в 1930-е годы — во Франции роль третьей программы выполняла бывшая частная радиостанция Radio Paris, в Германии — транслировавшееся внутрь страны через средневолновый передатчик иновещание, в СССР — звуковая дорожка единственного на тот момент в стране телеканала. Однако именно в этот период на средних волнах был запущен ряд образовательных радиостанций, ставших полноценными третьими программами, — бельгийская Brussel 2 — в 1946-м, британская Third program, советская «Третья программа» — в 1950-м, датская Programma 2 — в 1951-м, чехословацкая Praha и Bratislava, немецкие NWDR 2, hr 2, SDR 2, Bayern 2, румынская Programul 2 — в 1952-м, немецкие SWF 2 и Berlin 2 — в 1953-м, греческая Τρίτο Πρόγραμμα — в 1954-м, шведская Programma 2 — в 1955-м, швейцарские SR DRS 2 и Deuxième chaîne, венгерская Радио Барток — в 1960 году.
Довоенные телеканалы были в основном в столицах, в 1950-е гг. их вещание было распространено на все регионы стран, в которых они возникли, одновременно было запущено телевидение в других странах Северной и Центральной Европы, в 1960-е гг. в странах Южной Европы и Азии — нидерландский NTS, датский SR TV — в 1951-м, польский TVP, немецкие NWDR Fernsehen (c 1955 года — Deutsche Fernsehen) и DFF — в 1952-м, бельгийский INR, швейцарский SRG, чехословацкий ČST — в 1953-м, итальянский Programma Nazionale — в 1954-м, австрийский Fernsehprogram — в 1955-м, шведский RT TV, испанский TVE, румынский TVR — в 1956-м, португальский RTP, MTV — в 1957-м, норвежский NRK, финский Suomen Televisio, югославский ТВ Белград — в 1958-м, болгарский БТ — в 1959-м, албанский TVSH — в 1960 году.

### Возникновение цветного телевидения и FM-радиовещания (1960—1984)
Предпосылки к переходу к двухпрограммному телевещанию возникли ещё до возникновения цветного телевидения — в США изначально существовало два общенациональных телеканала, в Великобритании второй телеканал — ITV — был запущен 22 сентября 1955 года, в СССР — Московская программа — 14 февраля 1956 года, австрийская 2. Programm и западно-немецкая ARD 2 — в 1961 году. 21 декабря 1963 года RTF в стандарте SECAM на дециметровых волнах запустил телеканал RTF Télévision 2, 20 апреля 1964 года BBC в стандарте PAL на дециметровых волнах запустил телеканал BBC2, далее происходит запуск развлекательных телеканалов на дециметровых волнах в других странах — нидерландский Nederland 2 — в 1964-м, финский TV-ohjelma 2 — в 1965-м, испанский TVE 2 — в 1966-м, румынский TVR2 — в 1968 году, португальский II Programa, восточно-немецкий DFF2, шведский TV2 — в 1969-м, польский TVP2, чехословацкий ČT2 — в 1970-м, венгерский MTV2, югославский ТВ Белград 2 — в 1971-м, болгарская Втора програма — в 1975-м, бельгийские RTB2 и BRT 2 — в 1977 году, ирландский RTÉ 2 — в 1978 году.
Первые музыкальные радиостанции на ультракоротких волнах были запущены ещё в 1950-х — французская Programme en modulation frequence — в 1954-м, немецкая NDR 3 — в 1956-м, бельгийская Troisième Programme. Однако именно в этот период они были запущены в большинстве стран — венгерская Радио Барток — в 1960-м, польская Program 3 и советская Четвёртая программа — в 1962-м, датская Programma 3 и немецкая WDR — в 1963-м, шведская Programma 3 — в 1964 году, нидерландская Hilversum 3 — в 1965 году, британская BBC Radio 1 — в 1967 году, чехословацкие Влтава и Девин, немецкая Bayern 3 — в 1971, немецкая hr 3 — в 1973 году, румынская Programul 3 — в 1973-м, немецкая SWF 3 — в 1975-м и немецкая SDR 3 — в 1979 году, а также FM-версии американских радиостанций, по образцу которых в 1964 году в СССР на частотах Второй программы была запущена радиостанция «Маяк». В Италии и Швейцарии аналогичные радиостанции были запущены через проводное радиовещание.

### Возникновение спутникового телевидения и отмена монополии общественных вещателей (1984—1990)
Через запущенный в 1978 году Европейским космическим агентством спутник OTS-2 26 апреля 1982 года начал вещать первый в Европе спутниковый телеканал Satellite Television. Созданная GPO, PTT, Бундеспочтой и другими государственными телекоммуникационными компаниями ещё в 1977 году Европейская телекоммуникационная спутниковая организация (European Telecommunications Satellite Organization) (с июля 2001 года — Eutelsat S.A.) запустила спутник Eutelsat I-F1. 1 января 1984 года ZDF запустила первые два общественных спутниковых телеканала — ZDF 2 и ZDF Musikkanal, в тот же день в Германии были запущены первые коммерческие телеканалы RTL+ и PKS, 2 июня TF1, Antenne 2, RTBF, SRG и СBC запустили спутниковый телеканал TV5, 4 ноября был запущен первый во Франции коммерческие телеканалы — Canal+, 1 декабря ZDF, ORF и SRG вместо ZDF 2 запустили телеканал 3sat, 1 сентября 1985 году Turner Broadcasting System запустила коммерческий спутниковый телеканал CNN Europe, 29 марта 1986 года NDR, WDR, SDR, SWF, BR и hr запустили через спутниковое телевидение телеканал Eins Plus, 4 июня 1987 года BBC — BBC TV Europe (позднее был переименован в WS TV, ещё более позднее в BBC World), 22 августа 1988 года RIAS — RIAS TV, в то же году Гостелерадио СССР через советские спутники — международную спутниковую версию I программы, а люксембургская частная телекоммуникационная компания SES (Société Européenne des Satellites — «Европейская спутниковая корпорация») начала запуск серии телекоммуникационных спутников Астра, 30 мая 1989 года France Regions 3, Radio France и INA запустили через спутниковое телевидение телеканал La Sept (позднее — 24 июня 1996 года к ним был добавлен Festival), 30 мая 1992 года он и Eins Plus объединились в Arte. Несколько позднее были запущены ряд парламентских спутниковых телеканалов — британский The Parliamentary Channel (1992), французский Canal Assemblée nationale (1993) и др.

### Распад СССР, Чехословакии и Югославии и объединение Германии (1990—1995)
В 1990 году правительство России создало ВГТРК, запустившая в декабре 1991 года на общей частоте с Третьей программой (вытеснила её со средних волн в сентябре 1991 года став главной государственной общественно-политической радиостанцией России) радиостанцию Радио России, 15 декабря прекратил вещание Deutscher Fernsehfunk 1, частоты которого перешли Erste Deutsche Fernsehen, Deutscher Fernsehfunk 2 был переименован в DFF Länderkette, в мае 1991 года ВГТРК на общей частоте со II программой (вытеснила из общенационального эфира в сентябре 1991) телеканал Российское телевидение, 27 декабря Гостелерадио СССР перешло российскому правительству и было переименовано в РГТРК «Останкино» (в 1995—1998 гг. в несколько этапов была фактически разделена на ОРТ и ОРК «Маяк», последняя в 1998 году перешла ВГТРК), Первая программа была переименована в Радио 1 став преимущественно культурно-развлекательной радиостанцией, а в 1997 году была закрыта, 31 декабря прекратил вещание DFF Länderkette, частоты которого перешли ORB и MDR. 1 января 1994 года RIAS, Deutschlandfunk и Deutschlandsender объединились в радиокомпанию Deutschlandradio, при этом УКВ-частоты Deutschlandsender перешли Deutschlandfunk, а радиостанция Deutschlandsender, переименованная в Deutschlandradio Berlin эволюционировала в сторону культурно-просветительской, RIAS TV ещё 1 апреля 1992 года перешла DW став DW TV. Вещание RFE/RL на страны Восточной Европы было свёрнуто (венгерская редакция прекратила вещание в 1993, польская в 1997, чешская в 2002, словацкая и болгарская в 2004, румынская в 2008 году).

### Возникновение цифрового телевидения и радио (1995—2010)
Со второй половины 1990-х начался запуск через спутниковое и цифровое эфирное телевидение ряда тематических телеканалов:
- информационных (британский BBC News 9 сентября 1997 года, немецкие tagesschau24 и ZDFinfo, российский Вести 1 июля 2006 года), до этого периода были представлены только запущенным в 1993 году France Televisions, Rai и некоторыми другими вещателями спутниковый телеканал Euronews на английском, французском, испанском, немецком и итальянском;
- образовательных (британский BBC Knowledge 1 июля 1999 года, немецкие EinsPlus и ZDFkultur);
- развлекательных (британский BBC Choice 24 сентября 1997 года, немецкие Einsfestival и ZDFneo);
- детских (британский CBBC 11 февраля 2002 года, немецкий KiKA 1 января 1997 года, российский Бибигон 1 сентября 2007 года и др.)

Через цифровое радиовещание, а в ряде случаев и через аналоговое, начался запуск тематических радиостанций:
- спортивных и парламентских (британская BBC Radio 5 Live Sports Extra, немецкие B5 plus, WDR Event, NDR Info Spezial)
- программ прошлого (британская BBC Radio 4 Extra, немецкая NDR Plus)
- фольклорные (британская BBC Radio 6 Music, немецкие BR Heimat, NDR Blue)
- радиостанций популярной музыки (британская BBC Radio 1Xtra, немецкие Puls, 1LIVE diGGi)

В 1998 году были запущены версии всех британских бесплатных телеканалов в стандарте DVB-T на ультракоротких (дециметровых) волнах, в 2003 году — версии всех итальянских телеканалов, в 2005 году — версии всех французских бесплатных и некоторых платных телеканалов, в 2001 году были запущены версии большинства британских радиостанций в стандарте DAB на ультракоротких (метровых) волнах.

### Сворачивание аналогового вещания (с 2010)
Первыми предпосылками будущего сворачивания AM-радио был уход со средних волн образовательных радиостанций в отдельных странах (во Франции — в 1980 году, в Португалии — в 1983-м), в части случаев их частоты занимали возникшие в 1990—2000-е годы радиостанции для иммигрантов и туристов, такие как британская BBC Asia Network, внутрифранцузская версия RFI, немецкая Funkhaus Europa, греческая Φιλία 106.7 (три последние к настоящему времени прекратили вещание на средних волнах). С возникновением информационные радиостанций, таких как немецкие MDR Aktuell, B5 aktuell, hr-info, NDR Info, Inforadio, SWRinfo, WDR 2, британская BBC Radio 5, французская France Info, испанская RNE Radio 5, нидерландская NPO Radio 5, польская Polskie Radio 24, им перешли средневолновые частоты региональных радиостанций, однако в 2010-е годы и они стали прекращать вещание на средних волнах — в 2015 году прекратили вещание на средних волнах французская France Info и немецкие MDR Aktuell, B5 aktuell, hr-info, NDR Info, Inforadio, SWRinfo, WDR 2. В 2014 году вещание на длинных волнах прекратили немецкая Deutschlandfunk и российская Радио России, в конце 2016 года планируется прекратить вещание на длинных волнах France Inter и BBC Radio 4. В этот же период было свёрнуто телевизионное вещание в стандартах PAL, SECAM и NTSC.